# Januszowice (Zielonki)
Pour les articles homonymes, voir Januszowice.
Januszowice est un village de Pologne, situé dans le gmina de Zielonki, dans le Powiat de Cracovie, dans la voïvodie de Petite-Pologne.

## Source
- (en) Cet article est partiellement ou en totalité issu de l’article de Wikipédia en anglais intitulé « Januszowice, Gmina Zielonki » (voir la liste des auteurs).